# 3874 Stuart
3874 Stuart (1986 TJ1) là một tiểu hành tinh vành đai chính được phát hiện ngày 4 tháng 10 năm 1986 bởi E. Bowell ở Flagstaff (AM).